# FK Litvínov
FK Litvínov je fotbalový klub z Litvínova, účastník Ústeckého krajského přeboru. Byl založen v roce 1945.

## Historie
FK Litvínov byl založen dne 24. srpna 1945 v Národní kavárně v Litvínově. Tehdy se místní nadšenci sešli na ustavující valné hromadě a založili sportovní klub SK Stalinovy závody (dle největšího sponzora). Prvním předsedou oddílu se stal Karel Holec, který pracoval v zálužské chemičce, stejně jako řada dalších aktivních hráčů. Oddíl byl přijat do Rádějovy fotbalové župy a historicky prvním utkáním sehrál klub v Třebenicích.
Nejvyšší soutěží, kterou si litvínovské mužstvo vybojovalo, byla III.liga v letech 1968-1971 a později to byl ročník 1980-81 ve II. ČNHL (odbodoba třetí ligy).
V současné době se opět mistrovská utkání hrají na Letním stadioně, přičemž klub využívá i další tři sportoviště ve městě.

## Historické názvy
- SK Stalinovy závody (Sportovní klub Stalinovy závody)
- DSO Jiskra SZ Litvínov (Dobrovolná sportovní organizace Jiskra Stalinovy závody Litvínov)
- TJ Jiskra SZ Litvínov (Tělovýchovná jednota Jiskra Stalinovy závody Litvínov)
- TJ CHZ ČSSP Litvínov (Tělovýchovná jednota Chemické závody československo-sovětského přátelství Litvínov)
- TJ CHZ Litvínov (Tělovýchovná jednota Chemické závody Litvínov)
- FK Chemopetrol Litvínov (Fotbalový klub Chemopetrol Litvínov)
- FK Litvínov (Fotbalový klub Litvínov)
- FŠ Litvínov (Fotbalová škola Litvínov)